# Кишпелт
Кишпелт (на люксембургски: Gemeng Kiischpelt) е община в Люксембург, окръг Дикирх, кантон Вилц.
Имя обща площ от 33,58 км². Населението ѝ е 950 души през 2009 година.